# خضاب

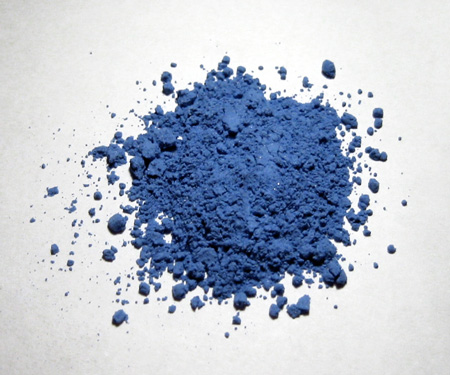
خضاب صبغة اللازورد مسحوقٌ طبيعي

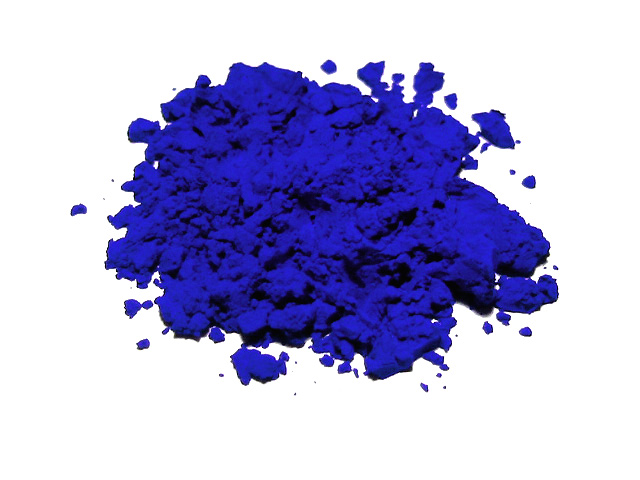
خضاب صبغة اللازورد تركيبي مطابق كيميائيا لصبغة اللازورد الطبيعي

الخِضاب (الجمع: أخضاب وخُضُب) هي مادة كيميائية تغير لون الضوء المنعكس عنها نتيجة اصطفائية في امتصاص الضوء. يختلط هذا المصطلح كثيرا بمصطلح صباغ. وعملية امتصاص اللون هنا تختلف فيزيائيا عن الفلورية، والفسفورية وغيرها من أشكال الضيائية التي تقوم بها المادة بإنتاج الضوء من جديد كليا. فالعديد من المواد تقوم بامتصاص أطوال موجة معينة من الضوء.
إن للمواد التي طورها الإنسان واستخدمها كخضب خواصا معينة تجعلها مثالية لتلوين المواد الأخرى. ويجب أن يكون للخضاب القدرة على التخضيب (التلوين) مقارنة بغيره من المواد الملونة. كما يجب أن يكون صلبا عند درجات الحرارة المعتدلة.
تستخدم الخضب في تلوين الحبر واللدائن والنسيج والكثير من المواد الأخرى.
هناك خضب طبيعية وأخرى عضوية وغير عضوية تركيبية (من صنع الإنسان).

## في النبات
الخضاب هو كل لون في خلية نباتية أو خلية لكائن حي. وتحتوي معظم الخلايا في الجسم (مثل خلايا الجلد، والشعر إلخ.) تقريبا على خضب.
في معظم الصبغات العضوية هنالك سلاسل كربونية طويلة فيهن ذرات الكربون يرتبط بعضها ببعض بواسطة أربطة تساهمية، هذا الترتيب يؤدي إلى أن تحلق الإلكترونات حول كل جزيء (وليس حول ذرتي الرباط فقط) مما يؤدي إلى عملية امتصاص الضوء.

### الخضب الموجودة في النبات
- اليخضور
- الكاروتين: الكاروتين هو صبغة بناء ضوئي لها لون برتقالي. والكاروتين ثنائيات من فيتامين A وله شكلان α وβ ويمكن لهذين النوعين أن يتخزنا بالكبد دون أن يؤثرا عليه سلبيًا، حيث أنه يحول المادة A عند الحاجة . ومن الجدير بالذكر ان الكاروتين يعمل في الجسم كـ مضادات الأكسدة.

نستطيع ان نجد الكاروتين في الجزر والفلفل الرومي والبرتقال والمشمش .
- الفيوفتين Phaeophytin : هو اللون الرمادي في النبات، وقد نتج معنا في التجربة فقط عندما استعملنا كروموتغرافيا الطبقة الرقيقة (TLC).
- كزانتوفيل: وهي مادة اللون البرتقالي في النبات، وفي فصل الخريف يتسبب قصر النهار وطول الليالي الأكثر برودة في تكسير اليخضور، فمع تكسره تبدي الورقة اللون البرتقالي (صبغة كزانتوفيل) أو يكون لونها أصفرا محمرا بسبب خضاب الكاروتين.

بالإضافة إلى ذلك تتكون في الورقة مجموعة أخرى من الخضب الحمراء والبنفسجية والتي تسمى «انثوسيانينات» إلا أنها تتحلل لذلك لا نراها.. ونجد هذه الانثوسيانينات في العنب والبرقوق والبندورة.

## في الصباغة
هو جزيئات غير منحلة في الماء، ذات جزيئات دقيقة جدا، تستخدم عادة لتلوين ألياف النسيج والخيوط والأقمشة وذلك بتثبيتها على سطح الموادالنسيجية بواسطة مواد رابطة. وبالتالي يمكننا أن نستخدم أي خضاب لتلوين أي نوع من الألياف.
استخدام الخضب لصباغة الأقمشة أو الملابس تسمى الصباغة بالخضب، وهي طريقة سهلة نسبياً، تتضمن الإشراب والعصر ثم التجفيف ثم التثبيت. يمكن أيضا إضافة الخضاب إلى محلول الغزل أثناء عملية تصنيع الألياف وتسمى هذه الطريقة بالتخضيب أو التلوين الشامل (بالإنجليزية: Mass Pigmentation)‏. تستخدم الخضب على نحو أوسع في طباعة الألبسة ومفارش الأسرة أكثر منها في الصباغة.